# Comitatul Xiajin
Comitatul Xiajin (în chineză: 夏津县; pinyin: Xiàjīn Xiàn) este un comitat din nord-vestul provinciei Shandong, China, care se învecinează cu Hebei la vest. Este cea mai vestică diviziune la nivel de comitat a orașului prefectoral Dezhou⁠(d). Dimensiunea sa totală este de 882 km2 și populația sa este de aproximativ 500.000 de locuitori. Economia sa este în mare parte agricolă, incluzând bumbac, grâu și porumb.

## Diviziuni Administrative
Din 2012, acest comitat este împărțit în 2 subdistricte, 10 orașe și 2 municipii.
Subdistricte
- Subdistrictul Yincheng (银城街道)
- Subdistrictul Beicheng (北城街道)

Orașe
| - Nancheng, Xiajin (南城镇) - Suliuzhuang (苏留庄镇) - Xinshengdian (新盛店镇) - Leiji (雷集镇) - Zhengbaotun (郑保屯镇) | - Baimahu (白马湖镇) - Dongliguantun (东李官屯镇) - Songlou (宋楼镇) - Xiangzhaozhuang (香赵庄镇) - Shuangmiao (双庙镇) |

Municipii
- Municipiul Dukouyi (渡口驿乡)
- Municipiul Tianzhuang (田庄乡)

## Clima
| Date climatice pentru Xiajin (1991–2020 normals) | Date climatice pentru Xiajin (1991–2020 normals) | Date climatice pentru Xiajin (1991–2020 normals) | Date climatice pentru Xiajin (1991–2020 normals) | Date climatice pentru Xiajin (1991–2020 normals) | Date climatice pentru Xiajin (1991–2020 normals) | Date climatice pentru Xiajin (1991–2020 normals) | Date climatice pentru Xiajin (1991–2020 normals) | Date climatice pentru Xiajin (1991–2020 normals) | Date climatice pentru Xiajin (1991–2020 normals) | Date climatice pentru Xiajin (1991–2020 normals) | Date climatice pentru Xiajin (1991–2020 normals) | Date climatice pentru Xiajin (1991–2020 normals) | Date climatice pentru Xiajin (1991–2020 normals) |
| Luna                                             | Ian                                              | Feb                                              | Mar                                              | Apr                                              | Mai                                              | Iun                                              | Iul                                              | Aug                                              | Sep                                              | Oct                                              | Nov                                              | Dec                                              | Anual                                            |
| ------------------------------------------------ | ------------------------------------------------ | ------------------------------------------------ | ------------------------------------------------ | ------------------------------------------------ | ------------------------------------------------ | ------------------------------------------------ | ------------------------------------------------ | ------------------------------------------------ | ------------------------------------------------ | ------------------------------------------------ | ------------------------------------------------ | ------------------------------------------------ | ------------------------------------------------ |
| Maxima medie °C (°F)                             | 3.5 (38,3)                                       | 7.7 (45,9)                                       | 14.6 (58,3)                                      | 21.3 (70,3)                                      | 27.1 (80,8)                                      | 31.6 (88,9)                                      | 31.7 (89,1)                                      | 30.1 (86,2)                                      | 26.9 (80,4)                                      | 21.0 (69,8)                                      | 12.3 (54,1)                                      | 5.1 (41,2)                                       | 19,41 (66,93)                                    |
| Media zilnică °C (°F)                            | −2.2 (28)                                        | 1.7 (35,1)                                       | 8.4 (47,1)                                       | 15.1 (59,2)                                      | 21.2 (70,2)                                      | 25.7 (78,3)                                      | 26.9 (80,4)                                      | 25.4 (77,7)                                      | 20.9 (69,6)                                      | 14.3 (57,7)                                      | 6.3 (43,3)                                       | −0.3 (31,5)                                      | 13,62 (56,51)                                    |
| Minima medie °C (°F)                             | −6.6 (20,1)                                      | −3 (26,6)                                        | 3.0 (37,4)                                       | 9.4 (48,9)                                       | 15.5 (59,9)                                      | 20.3 (68,5)                                      | 22.8 (73)                                        | 21.5 (70,7)                                      | 16.2 (61,2)                                      | 9.0 (48,2)                                       | 1.4 (34,5)                                       | −4.6 (23,7)                                      | 8,74 (47,74)                                     |
| Precipitații mm (inches)                         | 3.2 (0.126)                                      | 7.9 (0.311)                                      | 6.8 (0.268)                                      | 28.7 (1.13)                                      | 42.6 (1.677)                                     | 79.9 (3.146)                                     | 142.5 (5.61)                                     | 126.0 (4.961)                                    | 43.0 (1.693)                                     | 31.7 (1.248)                                     | 16.0 (0.63)                                      | 3.7 (0.146)                                      | 532 (20,94)                                      |
| Umiditate [%]                                    | 63                                               | 59                                               | 53                                               | 56                                               | 60                                               | 62                                               | 79                                               | 83                                               | 78                                               | 70                                               | 68                                               | 65                                               | 66,3                                             |
| Nr. de zile cu precipitații (≥ 0.1 mm)           | 1.6                                              | 3.0                                              | 2.4                                              | 4.8                                              | 6.3                                              | 7.9                                              | 10.9                                             | 9.9                                              | 6.6                                              | 4.9                                              | 4.1                                              | 2.1                                              | 64,5                                             |
| Nr. mediu de zile cu ninsoare                    | 3.0                                              | 3.4                                              | 0.7                                              | 0.2                                              | 0                                                | 0                                                | 0                                                | 0                                                | 0                                                | 0                                                | 1.0                                              | 2.3                                              | 10,6                                             |
| Ore însorite                                     | 146.5                                            | 153.7                                            | 212.9                                            | 236.5                                            | 259.5                                            | 234.1                                            | 204.8                                            | 197.9                                            | 183.8                                            | 184.0                                            | 159.0                                            | 148.4                                            | 2.321,1                                          |
| Sursă: Administrația Meteorologică din China     |                                                  |                                                  |                                                  |                                                  |                                                  |                                                  |                                                  |                                                  |                                                  |                                                  |                                                  |                                                  |                                                  |